# Воронцово (усадьба)
Природный историко-архитектурный и рекреационный комплекс «Усадьба Воронцо́во», более известный как «Воронцо́вский парк» — зона отдыха и зелёная зона на Юго-Западе Москвы.
Памятник садово-паркового искусства конца XVIII — начала XIX века площадью около 48,7 га, расположен на территории бывшего владения боярина Воронца (XVI века). В регулярной части парка сохранились уникальные экземпляры старовозрастных деревьев — дуба, вяза, липы. Во время советской власти после решения признать объект памятником архитектуры началось восстановление парка и прилегающих построек. Восстановлен в 2006—2007 годах, окончательно открыт для посещения с 14 июля 2007 года.
В парке можно встретить таких животных как кряква, селезень, утка-мандаринка, чайка, крачка, поползень, голубь, ворона, воробей, синица, трясогузка, белка, полевка.

## История
Название парк, а ранее — усадьба — получили от первых владельцев — боярской семьи Воронцовых, которая, в свою очередь, получила свою фамилию по имени первого известного её представителя — боярина великого князя Московского Дмитрия Донского Федора Васильевича Воронца, происходившего из рода Протасьевичей, впоследствии названных Вельяминовыми. Федор Воронец владел этими землями во второй половине XIV века.

### XV—XVII века
Со временем эта территория стала частью огромной вотчины с центром в селе Воробьёве на Воробьевых горах.
Её владелицей была великая княгиня Софья Витовтовна, затем её внук, Юрий Васильевич Меньшой, завещавший вотчину по духовной грамоте своему старшему брату, великому князю Московскому Ивану III. В завещании Ивана III, «Воронцовское» значится среди других селений и земель, отданных его старшему сыну, Василию III.
Следующим владельцем вотчины становится Иван Грозный, а затем его сын Фёдор Иванович. В Смутное время, оставаясь государевой вотчиной, разоренное Воронцово переходило ко всем, кто занимал московский престол.
При царе Алексее Михайловиче вотчина перешла во владение к князьям Репниным.
Первым частным владельцем Воронцова стал боярин, князь Борис Александрович Репнин. При его сыне, ближнем боярине Иване Борисовиче, в Воронцово и была основана усадьба.

### XVIII век
В 1744 году правнук князя Б. А. Репнина, Пётр Иванович Репнин, поселился в усадьбе и стал расходовать средства на создание собственного «подмосковного Версаля», планировка которого нашла отражение в Воронцове.
В исторической литературе имеется версия, что Пётр Репнин является отцом известного русского художника 2-й половины XVIII века Федора Рокотова, возможно, родившегося в Воронцове. Историк М. Ю. Коробко, посвятивший много лет изучению истории усадьбы Воронцово, не подтверждает эту версию:
на момент зачатия Ф. С. Рокотова П. И. Репнин постоянно жил в Петербурге и если и бывал в Воронцове, то эпизодически. При этом тогда ему должно было быть 12–13 лет, что делает данную гипотезу очень шаткой.
При П. И. Репнине был выстроен новый барочный господский дом, хозяйственные и служебные здания, устроены террасные пруды, французский парк и регулярный сад, созданы полотняная фабрика и кирпичный завод.

### XIX век
- Строительство в усадьбе при Н. В. Репнине

Основные постройки, до сих пор определяющие облик усадьбы, возводились в конце XVIII века, при генерал-фельдмаршале Н. В. Репнине. Это, прежде всего, ансамбль парадного въезда со стороны Калужской дороги (ныне улица Архитектора Власова), где на границе усадьбы была возведена мемориально-триумфальная «турецкая крепость» — напоминание о взятии Н. В. Репниным в ходе Русско-турецкой войны города Мачина. Лесной массив к югу от парадного двора и к северу от него по берегам прудов был превращен в пейзажный
парк.
При дочери генерал-фельдмаршала Н. В. Репнина, А. Н. Волконской, в усадьбе появился ряд новых построек, в том числе оранжерея. Одна из башен турецкой крепости Н. В. Репнина была переделана в церковь, получившую название
Святой и Живоначальной Троицы.
- Строительство дирижабля

Став владелицей Воронцово, А. Н. Волконская стала сдавать усадебные здания под дачи московской элите. Так, в мае 1812 года всю усадьбу Воронцово арендовал бывший московский губернский предводитель дворянства, Николай Васильевич Обресков. Здесь он намеревался строить дирижабль. В ходе подготовки к войне 1812 года на территории усадьбы было организовано строительство управляемого воздушного шара, который, согласно замыслам его создателя, немца Франца Леппиха, должен был поднять в воздух до 50 человек одновременно, и причинить урон силам противника. Строительство проходило под покровительством императора Александра I и при активном содействии графа Аракчеева и генерал-губернатора Москвы, графа Ростопчина. Планировалось сделать готовый шар к Бородинской битве, однако проекту не суждено было сбыться. В сентябре 1812 года части незаконченного аэростата были спешно эвакуированы на подводах в Нижний Новгород. Гондола шара и часть оборудования были сожжены.
Несмотря на секретность при создании шара, французы знали о строительстве в усадьбе. В Воронцово послали шефа военной жандармерии (полиции) генерала Лауэра с отрядом, который доложил Наполеону, что «…здесь была обнаружена лодка, которая подвешивалась к воздушному шару, но была сожжена до вступления наших войск в Москву». В окрестностях Воронцова французы поймали 26 человек, главным образом мастеровых, среди них также были офицер и 10 ополченцев, охранявших имение. По приговору военно-полевого суда 16 из них объявили «поджигателями» и расстреляли. При оставлении Москвы усадьба была разграблена французами. Господский дом уцелел, хотя постепенно приходил в упадок, и в середине XIX века его разобрали.
- Переход усадьбы от рода Репниных к другим владельцам

В 1830 году А. Н. Волконская передала Воронцово своему внуку, князю Василию Николаевичу Репнину-Волконскому (1806—1880), который в 1837 году продал Воронцово действительному тайному советнику Сергею Ильичу Муханову. При Муханове тепличное и оранжерейное хозяйство усадьбы достигло максимального масштаба. В 1867 году сестры Мухановы продали усадьбу купцу 1-й гильдии Григорию Михайловичу Сушкину (1824—1873).
В начале 1890-х годов Воронцово у Сушкиных приобрёл торговый дом «Карл Тиль и Ко», к 1895 году в усадебном парке были выстроены летние деревянные дачи.
В 1908 году Воронцово приобрёл купец, уроженец Вятской губернии, Александр Ильич Вахрушев, который уже в 1911 году продал его своему доверенному лицу — присяжному поверенному Евгению Адамовичу Грюнбауму. Е. А. Грюнбаум предполагал полностью превратить усадьбу в дачный посёлок, однако эта идея не была реализована, а в 1913 году Воронцово перешло к присяжному поверенному Николаю Михайловичу Пыльцову (1876—1936), женатому на Любови Герасимовне Лукутиной (1859—1931), урождённой Хлудовой. Незадолго до революции Пыльцов расстался с Воронцовым — в составленном Зюзинским гражданским комиссаром В. Л. Гавриловым 11 июля 1918 года списке селений Зюзинской волости имение при селе Воронцове уже значится принадлежавшим обществу «Культура земли», в котором проживало 16 человек.

### XX век
В 1918 году в усадьбе был организован совхоз, который в 1920 году вошёл в Черёмушкинскую группу совхозов (с центром в соседней усадьбе — Черёмушки-Знаменское) при Московском комендантском управлении, обслуживавшую московский гарнизон. 
 В Воронцове периодически жили красноармейцы 8-й бригады ВОХР, занимавшиеся хозяйством и охраной зданий, что определило дальнейшую судьбу совхоза — он перешёл к органам госбезопасности. В 1922 году в Воронцове жили члены европейских социалистических партий: Эмиль Вандервельде, Артур Вотерс, Теодор Либкнехт и Курт Розенфельд, приехавшие в Россию 25 мая как адвокаты, чтобы защищать в суде руководителей и членов партии правых эсеров. Размещение адвокатов в Воронцове мотивировалось мерами безопасности.
С 1923 года усадьба использовалась в качестве тюрьмы для привилегированных заключённых. 16 мая лидер левых эсеров М. А. Спиридонова «ввиду усиленных приготовлений к её побегу за границу» была переведена с дачи ВЦСПС в Малаховке, где она жила, на три года в Воронцово, более близкое к Москве. Находились здесь и другие видные деятели левых эсеров: подруга Спиридоновой А. А. Измайлович и бывший заместитель наркома земледелия РСФСР И. А. Майоров.
Тем временем совхоз развивался, и к началу войны в его состав входили несколько свиноводческих ферм, молочнотоварная ферма, конезавод, а также большое оранжерейное хозяйство.
В 1941 году через Воронцово проходила оборонительная полоса Московской зоны обороны. В 1941—1943 годах в районе Воронцова проходила вторая полоса заграждений 9-го воздухоплавательного полка аэростатов заграждения. В конце 1942 года в усадьбе была организована Воронцовская центральная биологическая станция эвакуированного из Ленинграда Всесоюзного научноисследовательского витаминного института (ВНИВИ). Позднее совхоз превратился в опытное хозяйство совхоза «Коммунарка».
Церковь Троицы официально закрыли в 1944 году и передали под склад местному сельпо. В дальнейшем церковь и интерьер церкви были частично демонтированы, а центральная часть сделана двухэтажной. Затем в церкви устроили пластмассовую фабрику, которая выпускала ванночки для фотопечати, домино и пластмассовые детские игрушки. Кладбище, находившееся рядом с церковью с 1837 года, было ликвидировано в конце 1970-х годов.
В 1960 году решением Совета Министров СССР, Воронцовский парк с комплексом прилегающих к нему сооружений был объявлен памятником архитектуры и садово-паркового искусства.
В 1960 году Воронцово вошло в городскую черту с застройкой его юго-западной части, по которой в 1962—1963 годах была проложена улица Новаторов. Большая часть территории регулярного сада была отрезана от усадьбы и застроена.
В 1979 году, после ликвидации опытного хозяйства, часть усадебных построек были сданы в аренду под конторские помещения специализированному предприятию «Ремэнергомеханизация» Министерства энергетики и электрификации СССР, ставшему впоследствии основным арендатором памятников архитектуры в Воронцове.
В 1983 году территория усадебного парка была передана на баланс и в эксплуатацию Управлению лесопаркового хозяйства Мосгорисполкома и находилась в ведении одного из филиалов объединения «Мослесопарк».
В конце 1980-х годов в усадьбе проводились реставрационные работы. В 1989 году в парке была проведена реконструкция зелёных насаждений. В пойме реки Чуры был приведен к современному виду каскад из 5 прудов (объявленных памятником природы), где находится исток рек Раменка и Котловка.
В 1991 году по заказу НИиПИ Генерального плана города Москвы был разработан «Проект зон охраны памятника архитектуры и садово-паркового искусства бывшей усадьбы Воронцово» и проведены историко-архитектурные исследования и ландшафтный анализ территории бывшей усадьбы Воронцово. Впрочем, этот проект не был реализован.

## Современное состояние
30 октября 2002 года для приведения в порядок и эксплуатации усадьбы Воронцово было создано Государственное унитарное предприятие Дирекция по реставрации, восстановлению, содержанию и эксплуатации «Усадьбы Воронцово», ныне Государственное автономное учреждение культуры города Москвы «Усадьба Воронцово».
В 2005 году был разработан генеральный план по восстановлению. (недоступная ссылка с 13-09-2018 [2498 дней]) Восстановление усадьбы в основном завершилось в июле 2007 года. Воронцовский парк стал одним из любимых мест отдыха москвичей. Частично отреставрирован ряд исторических построек, реконструированы пруды.
В июле — сентябре 2007 года на территории усадьбы проходил 5-й Международный Фестиваль цветников и ландшафтной архитектуры, до этого традиционно проводившийся в парке Царицыно.
В 2006—2007 годах место, где когда-то стоял господский дом, было раскопано археологами, что дало возможность определить его габариты.
14 апреля 2009 года Правительством Москвы было принято решение о реконструкции Главного дома усадьбы, уничтоженного во время пожара 1812 года, однако работы проведены не были.
Современный этап реконструкции усадьбы Воронцово должен начаться в ближайшее время.
В парке на постоянной основе проводятся разнообразные культурно-массовые и спортивные мероприятия.

## Архитектура, достопримечательности
| Илл. | Название                                          | Описание |
| ---- | ------------------------------------------------- | --- |
|      | Въездные ворота                                   | Парадные ворота выполнены в псевдоготическом стиле. Возможно, их строителем был В. И. Баженов, ездивший мимо усадьбы Воронцово в соседнее Коньково-Троицкое, где по его проекту возводился дворец. К башням ворот примыкают кирпичные одноэтажные караульни, также выстроенные в стиле псевдоготики. В 1930-х гг. в одной из них находился Воронцовский сельсовет, а после войны — чайная. |
|      | Жилые флигели                                     | Сооружены в 1790-х гг. при Н. В. Репнине слева и справа от господского дома (не сохранился), один флигель гостевой, другой кухонный. После Отечественной войны 1812 г. гостевой флигель получил функции господского дома, который так и не был восстановлен. |
|      | Фрагменты служебного корпуса (руины палат)        | На территории хозяйственного двора усадьбы в 1970-х годах археологами были обнаружены руины небольшого здания XVIII века хозяйственного назначения (кладовая при кухонном флигеле). В начале XX века здание использовалось как кладовая, в советское время палаты превратились в руины. В 2006—2007 годах их исследовали археологи. В настоящее время идут работы по восстановлению здания. |
|      | 'Восточный флигель (оранжерея)                    | Выстроена при А. Н. Волконской между 1804 и 1812 годами. В пореформенное время оранжерея перестроена в двухэтажный жилой дом. |
|      | Северный павильон (часть оранжереи)               | Отстроен при А. Н. Волконской после разорения и пожара 1812 года, ориентировочно в 1820-х гг, как дополнительный оранжерейный зал. |
|      | Людские комнаты конного двора                     | Выстроены при А. Н. Волконской, как жилье конюхов, кучеров и др. Впервые показаны на плане 1818 г. |
|      | Храм Живоначальной Троицы                         | Усадебная церковь существовала в Воронцове с 1807 г.. При С. И. Муханове храм был реконструирован, в 1837 году рядом с ним было устроено кладбище, в 1838 г. — пристроены придел и колокольня. Храм официально закрыли в 1944 году. Кладбище, находившееся рядом с церковью с 1837 года, было ликвидировано в конце 1970-х годов. В 1991—1995 годах в ходе комплекса ремонтно-восстановительных работ здание, переданное в 1990 году Московской патриархии, было восстановлено, колокольня воссоздана (архитектор Н. Г. Мухин, конструктор О. Корольков).            |
|      | Поклонный крест                                   | В начале 2000-х годов у ограды Храма Живоначальной Троицы был установлен Поклонный крест в память о погибших при ликвидации аварии на Чернобыльской АЭС москвичах. |
|      | Памятный знак «Воинам — защитникам земли Русской» | В центре парка (на «парадном дворе») в 2014 г. установлен памятный знак в виде обелиска, посвященный воинам-защитникам Земли Русской. |
|      | Садово-парковый комплекс                          | На территории расположен уникальный для Москвы каскад прудов, из которых вытекает река Раменка. Каскад был полностью отреставрирован в 2005—2006 годах путём полного осушения пространства прудов и чистки дна, укрепления береговой линии. Усадьба — место произрастания редких экземпляров дуба, на её территории существует вязовая аллея, являющаяся объектом охраны как памятник природы. Парковая зона территории усадьбы является местом обитания белок, некоторых видов птиц, в том числе дятлов и сорок. На территории парка обитают редкие виды насекомых. |
|      | Китайский сад                                     | В парке есть вольная интерпретация Китайского сада, устроенная в 2000-х гг. — место тишины и спокойствия. Возможно, в XVIII веке подобный сад мог бы быть на территории усадьбы. |
|      | Итальянский сад                                   | Около оранжерейного корпуса находится Итальянский сад, которые часто встречались в русских усадьбах. Скорее всего использовался для летнего хранения оранжерейных растений. |